# روجر دين (لاعب كرة قدم أسترالية)
روجر دين (بالإنجليزية: Roger Dean)‏ هو لاعب كرة قدم أسترالية أسترالي، ولد في 30 أبريل 1940 في ريتشموند ‏ في أستراليا.

## وصلات خارجية
- روجر دين على موقع AustralianFootball.com (الإنجليزية)
- روجر دين على موقع AFLtables.com (الإنجليزية)